# Максимовка (Нижегородская область)
Максимовка — деревня в составе Большеарьевского сельского совета Уренского района Нижегородской области. Находится в 6 км от центральной усадьбы на реке Максимовка (река получила название от деревни). Входит в состав сельхозпредприятия «Арья».

## География
Расположена на левом берегу реки Максимовка. Находится в 18 км к северо-востоку от районного центра — города Урень, и в 220 км к северо-востоку от Нижнего Новгорода. Высота центра селения над уровнем моря — 131 м, высочайшая точка селения — 171 м над уровнем моря.

## Палеонтология
В отложениях раннего триасового периода (нижнеиндский подъярус) деревни Максимовка найден ископаемый образец темноспондильной амфибии Tupilakosaurus.

## Название
Название-патроним: по имени первопоселенца.

## История
Деревня была основана в середине XIX века.
Первоначально поселение входило в Уренскую волость Варнавинского уезда Костромской губернии. После завершения гражданской войны поселение в 1922 году в составе Варнавинского уезда было передано в Нижегородскую губернию.

## Население
| 1897 | 1907 | 1916 | 2002 | 2010 |
| ---- | ---- | ---- | ---- | ---- |
| 274  | ↗315 | ↘311 | ↘15  | ↘9   |